# Parafia św. Katarzyny w Czernięcinie Poduchownym
Parafia św. Katarzyny w Czernięcinie Poduchownym – parafia rzymskokatolicka, znajdująca się w archidiecezji lubelskiej, w dekanacie Turobin. 
Według stanu na miesiąc luty 2017 liczba wiernych w parafii wynosiła 1680 osób.